# Лэй, Бенджамин
Бе́нджамин Лэй (Лей, англ. Benjamin Lay; 26 января 1682 — 8 февраля 1759) — английский писатель и фермер, запомнившийся как аболиционист, антирасистский активист, вегетарианец, защитник прав рабов и бедняков, а также животных.
Родившись в Копфорде (графство Эссекс) в семье квакеров, он вырос с карликовостью. Горбун с выступающей грудью, Лэй был ростом примерно четыре фута (120 см) и называл себя «Маленький Бенджамин». Сначала он прошёл обучение на перчаточника, а затем сбежал в Лондон и нашел работу моряком. В 1718 году Лэй перебрался на островную британскую колонию Барбадос, экономика которого основывалась на плантациях с рабским трудом. Работая на Барбадосе торговцем, Лэй был потрясён жестоким обращением с рабами и впредь на протяжении всей своей жизни придерживался принципов аболиционизма, которые подкреплялись его гуманистическими идеалами и квакерскими религиозными убеждениями.
Впоследствии Лэй переехал в провинцию Пенсильвания в Британской Северной Америке, жил в Филадельфии, а затем поселился в Абингтоне со своей женой Сарой Смит Лэй, которая, также будучи квакеркой, разделяла его гуманистические и аболиционистские убеждения. Управляя небольшой фермой, где выращивались фрукты, лён и шерсть, он отказывался покупать или употреблять в пищу любые продукты, произведённые рабским трудом или другой эксплуатацией живых существ, и вёл ещё более скромный вегетарианский (почти веганский) образ жизни после смерти Сары в 1735 году.
Лэй также был плодовитым писателем, создававшим книги и памфлеты, в которых ратовал за отмену рабства. Его книга 1737 года «Все рабовладельцы, держащие невинных в рабстве — отступники» (All Slave-Keepers That Keep the Innocent in Bondage: Apostates) стала одним из первых аболиционистских трудов, опубликованных в Тринадцати колониях. У Лэя сложились враждебные отношения с американскими квакерами, многие из которых сами владели рабами. Он часто срывал собрания таких квакеров смелыми демонстрациями в знак протеста против их участия в работорговле. Лэй умер в начале 1759 года, но его антирабовладельческие взгляды продолжали вдохновлять последующих американских аболиционистов.

## Жизнеописание
Бенджамин Лэй родился в 1682 году в семье квакеров скромного происхождения в Копфорде, недалеко от Колчестера, Англия:11. Поработав батраком и пастухом, а затем учеником перчаточника, Лэй сбежал в Лондон и в 21 год стал моряком. Позже он вернулся в Англию и в 1718 году женился на Саре Смит, тоже квакерке и карлице.
В 1718 году Лэй в качестве торговца перебрался в колонию Барбадос, где был потрясён жестоким обращением с рабами. Вскоре его аболиционистские принципы, подкрепленные квакерским радикализмом, вызвали гнев зажиточных жителей, которые наживались на рабстве и торговле людьми. Из-за этого, а также категорического неприятия существующего на острове строя 1720-х супругам пришлось вернуться в Лондон. 
В 1731 году Лэй эмигрировал в провинцию Пенсильвания — американскую квакерскую обитель, учреждённую его собратом по вере Уильямом Пенном. Лэй поселился сначала в Филадельфии (в районе нынешнего Олни), а затем в Абингтоне. В Абингтоне он был одним из первых и самых ярых противников рабства, в то время, когда даже квакеры ещё не то что не организовывались для борьбы с рабством, но многие из них сами были рабовладельцами.

## Образ жизни
Лэй стал вегетарианцем после того, как убил сурка, разорившего его сад. Он раскаялся в случившемся и, прочитав труды Томаса Трайона, объявил себя вегетарианцем и рекомендовал тихую, сельскую жизнь, основанную на «гармонии и единстве» с миром. Лэй пришёл к пониманию божественного пантеистического присутствия во всех живых существах; он выступал против смертной казни во всех случаях.
Будучи вегетарианцем по примеру английского аскета XVII века Роджера Краба, он питался фруктами, овощами и мёдом, пил только воду и, по некоторым сведениям, молоко. Он выращивал картофель, редис и кабачки, сажал яблони, персики и ореховые деревья и содержал большую пасеку. Мёд был важной составляющей его рациона; он никогда не убивал пчёл. Его любимым блюдом была «репа, сваренная, а затем запечённая».
Лэй сам шил, ткал и прял себе одежду, чтобы бойкотировать все товары, произведенные путём эксплуатации других живых существ, как людей, так и животных. Он отказался использовать овечью шерсть и носил только льняную одежду из выращенных самостоятельно растений. Отбросив участие в «деградировавшем, лицемерном, тираническом и даже демоническом обществе», Лэй был привержен образу жизни, предполагающему почти полное самообеспечение после смерти его любимой жены. 
По его мнению, раз рабство происходит от алности и бесконечного стремления к увеличению богатства, то нужно бороться с самой системой накопления последнего, для начала не участвуя в ней. Поселившись в сельской местности Пенсильвании в пещере, выдолбленной вручную (чтобы ни один предмет в его обиходе не происходил из основанных на эксплуатации рабского труда индустрий), Лэй обустроил внутри свою библиотеку: двести книг по теологии и истории, биографии и поэзия. Среди его любимого чтения были книги об Английской революции, греческая философия и Библия.
Будучи самоучкой, он написал и опубликовал более 200 памфлетов, большинство из которых представляли собой страстную полемику против различных социальных институтов того времени — в частности, рабства, смертной казни, тюремной системы, богатой элиты (в том числе квакерской) Пенсильвании и т. д.

## Аболиционизм

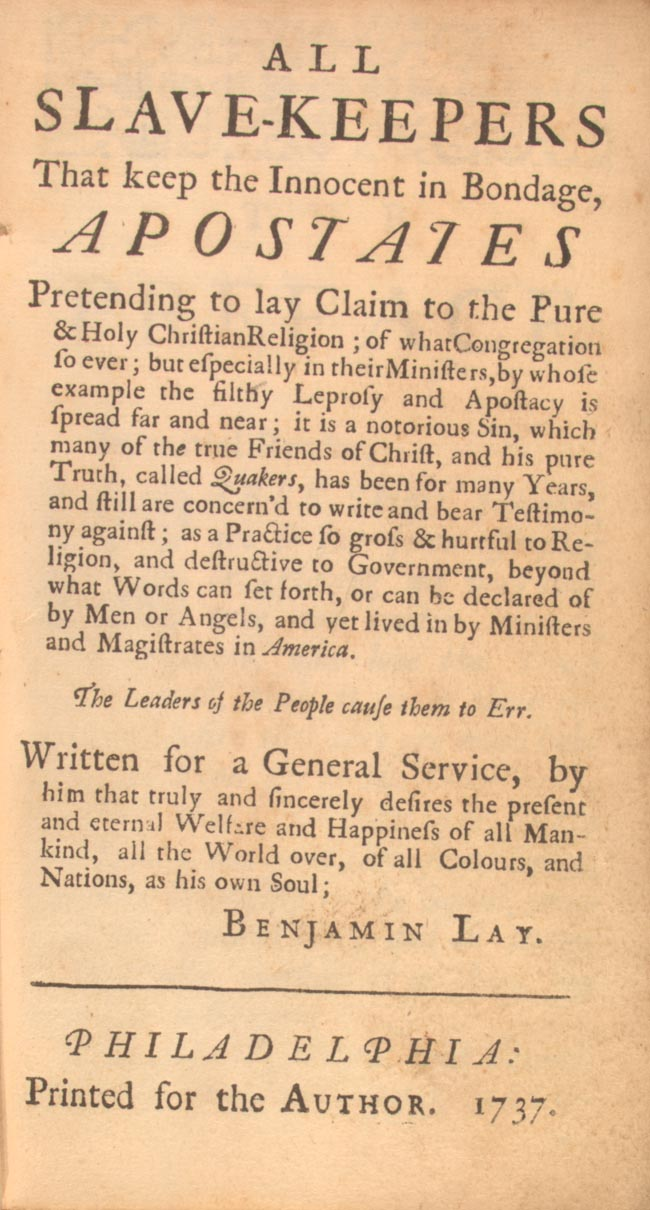
Осуждение рабства Бенджамином Лэем, 1737.

Впервые он начал выступать за отмену рабства, когда на Барбадосе стал свидетелем того, как раб покончил жизнь самоубийством, лишь бы не быть снова избитым своим хозяином. Его страстная ненависть к рабству отчасти подпитывалась его квакерскими убеждениями. Лэй провёл несколько ярких демонстраций против этой практики. 
Однажды зимой он простоял возле собрания квакеров на снегу без верхней одежды и как минимум на одной босой ноге в знак солидарности с невольниками. Когда прохожий выразил обеспокоенность его здоровьем, он сказал, что рабов заставляют работать на улице зимой в такой же одежде, какую он носил тогда. В другой раз он без их ведома пригласил к себе ребёнка квакеров, заполучивших чёрную девочку в качестве рабыни — когда они везде обыскались своего сына, Лэй сказал им, что решил их проучить, чтобы они почувствовали себя на месте африканцев, когда родственников тех продают за границу.
В Берлингтоне, штат Нью-Джерси, на Филадельфийском ежегодном собрании квакеров 1738 года, переодевшись солдатом, он завершил свою тираду против рабства библейской цитатой о том, что все люди равны перед Богом, после чего картинно вонзил шпагу в Библию с пузырём кроваво-красного сока ягоды лаконоса, брызнув им на стоявших поблизости соседей, которые в ужасе приняли это за кровь.

## Дружба с Бенджамином Франклином
30-летний Бенджамин Франклин, часто публиковавший квакеров, напечатал полемическую аболиционистскую книгу Лэя «Все рабовладельцы, держащие невинных в рабстве, отступники» и продавал её по два шиллинга за экземпляр, двадцать шиллингов за дюжину. Он регулярно навещал Лэя в последние годы его жизни, когда тот стал отшельником. 
Тогда у Франклина был раб по имени Джозеф, а к 1750 году у него появились ещё два: Питер и Джемайма. Лэй потребовал от него объясниться: «По какому праву?». В апреле 1757 года Франклин составил новое завещание, в котором обещал Питеру и Джемайме, что они будут освобождены после его смерти.
В качестве подарка своему мужу жена Франклина Дебора Рид заказала Уильяму Уильямсу написать портрет Бенджамина Лэя (изображён выше). На картине Уильямса Лэй держит копию одной из работ Трайона. Этот портрет был известен в XVIII веке, его миниатюрытиражировались и хранились у многих квакеров, но затем он надолго исчез, пока не был продан на аукционе в 1977 году за четыре доллара, отреставрирован специалистами Музея Винтертура и впоследствии продан Национальной портретной галерее в Вашингтоне, округ Колумбия:123–125.

## Смерть и наследие
Бенджамин Лэй умер в 1759 году в Абингтоне, штат Пенсильвания. К моменту его смерти в возрасте 82 лет он все-таки добился того, что ежемесячное собрание Пенсильвании объявило торговлю рабами несовместимой с членством в организации. Он вызывал неудовольствие многих даже в квакерских кругах, но младшие поколения единоверцев активно проникались его идеями. Его наследие продолжало вдохновлять аболиционистское движение на протяжении поколений; в начале и середине XIX века среди квакеров-аболиционистов было принято хранить в своих домах изображения Лэя. 

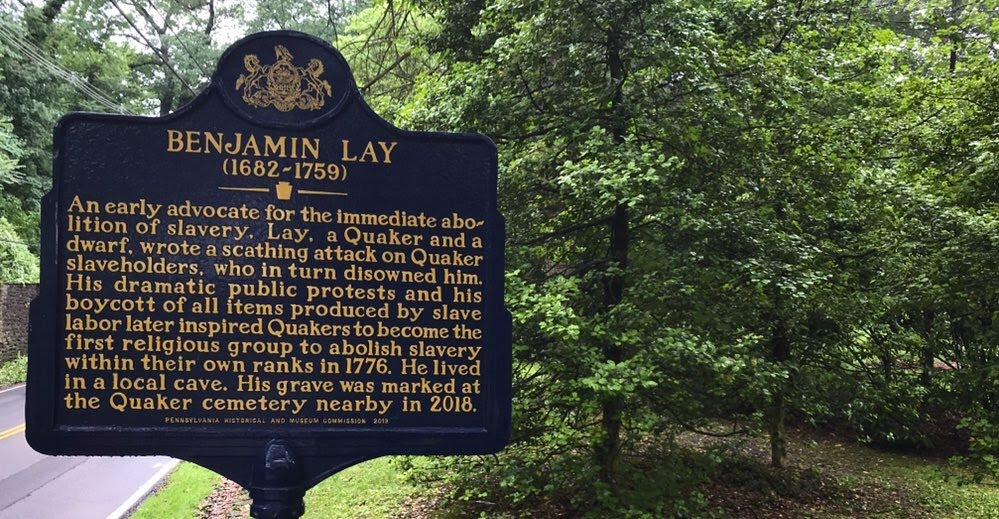
Историческая и музейная комиссия Пенсильвании установила памятный знак Бенджамину Лэю возле Дома собраний Друзей Абингтона.

Бенджамин Лэй был похоронен на кладбище Дома встреч Друзей Абингтона (Abington Friends Meeting) в могиле, точное местонахождение которой неизвестно, но она находится рядом с домом собраний и рядом со школой Abington Friends School в Дженкинтауне, штат Пенсильвания. В 2018 году Комиссия по истории и музеям Пенсильвании установила в Абингтоне исторический памятник в память о Лэе. 21 апреля 2018 года на кладбище Abington Friends Meeting состоялось открытие могилы Бенджамина и Сары Лэй. В 2012 году во время движения Occupy Jenkintown протестующие, разбив лагерь на городской площади Дженкинтауна, символически переименовали её в «Площадь Бенджамина Лея».
При жизни Лэя четыре собрания квакеров отреклись от него, изгоняя его за неудобные агитацию и приёмы борьбы, прямоту, упрямство и бескомпромиссность. В 2018 году собрание региона Южной и Восточной Англии стало последним, отменившим это решение. Другими были Абингтонское ежемесячное собрание и Филадельфийское годовое собрание в США, а также собрание Северного Лондона в Великобритании. Комната Бенджамина Лея в Доме друзей в Лондоне названа в его честь.
Книга Маркуса Редикера «Бесстрашный Бенджамин Лэй: карлик-квакер, ставший первым революционером-аболиционистом» (The Fearless Benjamin Lay: The Quaker Dwarf Who Became the First Revolutionary Abolitionist) опубликована издательством Verso Books 1 сентября 2017 года. В 2023 году в Лондоне поставлена пьеса «Возвращение Бенджамина Лэя», написанная Наоми Уоллес в соавторстве с Редикером (в главной роли Марк Повинелли). Редикер сравнил прямолинейность Лэя с современной активисткой Гретой Тунберг. 

## Публикации
- All Slave-Keepers That Keep the Innocent in Bondage, Apostates. — Philadelphia : Benjamin Franklin, 1737.[36]